# Japan Soccer League 1966
Die Japan Soccer League 1966 war die zweite Spielzeit der japanischen Japan Soccer League. An ihr nahmen 8 Vereine teil. Meister wurden die Toyo Industries.

## Ergebnisse
| Pl. | Verein                      | Sp. | S  | U | N  | Tore    | Diff. | Punkte |
| --- | --------------------------- | --- | -- | - | -- | ------- | ----- | ------ |
| 1.  | Toyo Industries             | 14  | 12 | 1 | 1  | 043:600 | +37   | 25     |
| 2.  | Yawata Steel                | 14  | 10 | 1 | 3  | 033:160 | +17   | 21     |
| 3.  | Furukawa Electric           | 14  | 9  | 2 | 3  | 030:170 | +13   | 20     |
| 4.  | Mitsubishi Heavy Industries | 14  | 8  | 2 | 4  | 024:240 | ±0    | 18     |
| 5.  | Hitachi                     | 14  | 5  | 3 | 6  | 024:280 | −4    | 13     |
| 6.  | Toyoda Automatic Loom Works | 14  | 2  | 3 | 9  | 010:290 | −19   | 07     |
| 7.  | Nagoya Mutual Bank          | 14  | 2  | 0 | 12 | 012:340 | −22   | 04     |
| 8.  | Yanmar Diesel               | 14  | 1  | 2 | 11 | 007:290 | −22   | 04     |

## Preise

### Torschützenkönige
- Aritatsu Ogi (14 Tore) (Toyo Industries)

### Best XI
- Kenzō Yokoyama (Mitsubishi Heavy Industries)
- Hiroshi Katayama (Mitsubishi Heavy Industries)
- Masakatsu Miyamoto (Furukawa Electric)
- Kazuo Imanishi (Toyo Industries)
- Aritatsu Ogi (Toyo Industries)
- Hisao Kami (Yawata Steel)
- Shigeo Yaegashi (Furukawa Electric)
- Teruki Miyamoto (Yawata Steel)
- Ryūichi Sugiyama (Mitsubishi Heavy Industries)
- Takayuki Kuwata (Toyo Industries)
- Ikuo Matsumoto (Toyo Industries)